# Saint-Martin-de-Nigelles
Saint-Martin-de-Nigelles – miejscowość i gmina we Francji, w Regionie Centralnym, w departamencie Eure-et-Loir.
Według danych na rok 1990 gminę zamieszkiwało 1029 osób, a gęstość zaludnienia wynosiła 84 osoby/km² (wśród 1842 gmin Regionu Centralnego Saint-Martin-de-Nigelles plasuje się na 383. miejscu pod względem liczby ludności, natomiast pod względem powierzchni na miejscu 1030.).